# Party Animals (groupe)
Pour les articles homonymes, voir Party Animals.
Party Animals est un groupe néerlandais de happy hardcore et gabberpop, originaire d'Amsterdam. Le groupe comprend les compositeurs Jeff Porter et Jeroen Flamman, et des MC Remsy, Evert van Buschbach, Patrick de Moor, Dennis Adam et Paul Grommé.

## Histoire
Party Animals est composé des compositeurs Jeff Porter et Jeroen Flamman (Flamman & Abraxas), et des MC Remsy, Evert van Buschbach, Patrick de Moor, Dennis Adam et Paul Grommé. Trois de leurs premiers albums ont atteint la première place du top 40 aux Pays-Bas. Le groupe a contribué, parmi d'autres, à la popularisation du genre happy hardcore, à l'origine une parodie de la musique gabber originale.

### Débuts
Party Animals est formé depuis la première apparition de quatre de ses futurs membres dans le vidéoclip officiel de la musique à succès I Wanna Be a Hippy composée par le groupe Technohead en 1995 ; cette vidéo montrait trois gabbers à la poursuite d'un hippie. Par la suite, le duo musical Jeff Porter et Jeroen Flamman (Flamman & Abraxas) découvre ce groupe et son potentiel pour la scène underground gabber en créant un son plus orienté pop et ainsi introduire ce nouveau genre auprès d'un public moins restreint. 

### Succès
Dès 1996, après la formation du groupe, son premier titre Have You Ever Been Mellow, enregistré en septembre 1995, devient un franc succès et atteint la première place des classements musicaux néerlandais en janvier pendant 10 semaines consécutives,. Le titre, distribué par le label Mokum Records, s'inspire de la musique Have You Never Been Mellow d'Olivia Newton-John. Ce succès se répète avec deux nouveaux singles intitulés Hava Naquila et Aquarius, qui atteignent la première place du classement pendant douze semaines ; ces deux titres apparaissent dans leur premier album Good Vibrations. Le vidéoclip d'Aquarius a reçu deux Thunderdome Awards : l'un pour le « meilleur titre happy hardcore » et l'autre pour « meilleur single happy hardcore »,. 
La même année, le groupe diffuse le titre Nazi Scum en réponse aux accusations de néonazisme au sein de la scène gabber. En mars 1997, le groupe commercialise leur quatrième single We Like to Party qui précède leur prochain album party@worldaccess.nl, album qui nommé d'après leur adresse e-mail officielle. Après une dernière collaboration avec Flamman & Abraxas en 1998, se concluant avec la sortie de Hosanna Superstar, Party Animals signe ensuite chez CNR et le groupe lance son propre label : Animal Records. Flamman et Abraxas commercialise une reprise de Bob Marley intitulée Get Up Stand Up sous le nom de scène de Mini Animals.

### Séparation et retour
Le groupe se sépare en 2000 après un succès considérable aux Pays-Bas et même un succès à Hong Kong avec leur remix d'Atomic de Blondie. Le groupe se reforme ensuite entre 2002 et 2005. Cependant, le succès n'est cette fois-ci pas au rendez-vous. Désormais, hors des feux de la rampe, Flamman & Abraxas tentent toujours de composer pour le groupe.
En 2014, le groupe sort une compilation, Greatest Hits and Underground Anthems. Interviewé à son sujet, Joeren Flamman déclare qu'il s'agit de faire en sorte « que le groupe ne vieillisse pas », même s'il concède que cette sortie se fait dans le contexte d'un « revival » des années 1990. En particulier, Party Animals est présent au festival de musique pop Lowlands qui, en août 2014, accueille pour la première fois une scène hardcore. En 2016, les musiciens hardstyle Showtek et TNT jouent leur remix du morceau Have You Ever Been Mellow des Party Animals.

## Style musical
Les Party Animals constituent un groupe spécifiquement happy hardcore, la version « commerciale » issue du gabber. Ils sont en cela généralement peu appréciés des gabbers, malgré les succès dans les classements musicaux. 1998 marque un changement stylistique. Avec la sortie du maxi Hosanna Superstar qui comporte le titre Gabber is dood?, les Party Animals adoptent des sonorités plus jungles. Ce changement se conclura par la séparation du groupe avec son duo de producteurs Flamman & Abraxas.

## Discographie notable
- 1998 : Hosanna Superstar
- 2014 : Greatest Hits and Underground Anthems (compilation)
- 2014 : The Moment (single extrait de l'album Greatest Hits…)[13]